# ATP Challenger Series 1993
L'ATP Challenger Series è il secondo livello di tornei per professionisti organizzata dall'ATP. Il circuito prevede tornei con un montepremi che può variare da 25.000 a 150.000 dollari.

## Gennaio
| Settimana  | Torneo                                                                                           | Vincitore                            | Finalista                        | Semifinalisti                          | Eliminati ai quarti                                               |
| ---------- | ------------------------------------------------------------------------------------------------ | ------------------------------------ | -------------------------------- | -------------------------------------- | ----------------------------------------------------------------- |
| 4 gennaio  | Wellington Challenger 1993 Wellington, Nuova Zelanda Cemento Indoor $50 000+H Singolare - Doppio | Byron Black 6–4, 4–6, 6–1            | Tommy Ho                         | Brett Steven Jimmy Arias               | Kenny Thorne Peter Moraing Patrick Rafter Robbie Weiss            |
| 4 gennaio  | Wellington Challenger 1993 Wellington, Nuova Zelanda Cemento Indoor $50 000+H Singolare - Doppio | Paul Annacone Byron Black 6–2, 7–6   | Mark Knowles Roger Smith         | Brett Steven Jimmy Arias               | Kenny Thorne Peter Moraing Patrick Rafter Robbie Weiss            |
| 18 gennaio | Tenerife Challenger 1993 Tenerife, Spagna Cemento $25 000+H Singolare - Doppio                   | José Francisco Altur 7–6, 6–4        | Jean-Philippe Fleurian           | Jonas Björkman Stéphane Sansoni        | Laurence Tieleman John Sullivan Chris Wilkinson Christian Ruud    |
| 18 gennaio | Tenerife Challenger 1993 Tenerife, Spagna Cemento $25 000+H Singolare - Doppio                   | Ģirts Dzelde Andrej Merinov 6–3, 6–4 | Jonas Björkman Michael Mortensen | Jonas Björkman Stéphane Sansoni        | Laurence Tieleman John Sullivan Chris Wilkinson Christian Ruud    |
| 25 gennaio | Bangalore Challenger 1993 Bangalore, India Terra rossa $25 000 Singolare - Doppio                | Andrea Gaudenzi 6–1, 6–4             | Srinivasan Vasudevan             | Leander Paes Laurence Tieleman         | Igor Sarić Paul Wekesa Simon Touzil Oren Motevassel               |
| 25 gennaio | Bangalore Challenger 1993 Bangalore, India Terra rossa $25 000 Singolare - Doppio                | Donald Johnson Leander Paes 6–4, 6–3 | Sean Cole Andrej Merinov         | Leander Paes Laurence Tieleman         | Igor Sarić Paul Wekesa Simon Touzil Oren Motevassel               |
| 25 gennaio | Intersport Heilbronn Open 1993 Heilbronn, Germania Sintetico Indoor $100 000 Singolare - Doppio  | David Prinosil 6–3, 7–6              | Martin Damm                      | Christo van Rensburg Cristiano Caratti | Peter Lundgren Branislav Stankovič Marc-Kevin Goellner Arne Thoms |
| 25 gennaio | Intersport Heilbronn Open 1993 Heilbronn, Germania Sintetico Indoor $100 000 Singolare - Doppio  | Jan Apell Jonas Björkman 6–2, 7–6    | Brian Devening Peter Nyborg      | Christo van Rensburg Cristiano Caratti | Peter Lundgren Branislav Stankovič Marc-Kevin Goellner Arne Thoms |

## Febbraio
| Settimana   | Torneo                                                                                          | Vincitore | Finalista | Semifinalisti | Eliminati ai quarti |
| ----------- | ----------------------------------------------------------------------------------------------- | --------- | --------- | ------------- | ------------------- |
| 1º febbraio | Lippstadt Challenger 1993 Lippstadt, Germania Sintetico indoor $100 000 Singolare - Doppio      |           |           |               |                     |
| 1º febbraio | Lippstadt Challenger 1993 Lippstadt, Germania Sintetico indoor $100 000 Singolare - Doppio      |           |           |               |                     |
| 1º febbraio | Punta del Este Challenger 1993 Punta del Este, Uruguay Terra rossa $25 000+H Singolare - Doppio |           |           |               |                     |
| 1º febbraio |                                                                                                 |           |           |               |                     |
| 8 febbraio  | Mar del Plata Challenger 1993 Mar del Plata, Argentina Terra rossa $100 000 Singolare - Doppio  |           |           |               |                     |
| 8 febbraio  | Mar del Plata Challenger 1993 Mar del Plata, Argentina Terra rossa $100 000 Singolare - Doppio  |           |           |               |                     |
| 8 febbraio  | Vancouver Challenger 1993 Vancouver, Canada Cemento indoor $100 000 Singolare - Doppio          |           |           |               |                     |
| 8 febbraio  |                                                                                                 |           |           |               |                     |
| 8 febbraio  | Volkswagen Challenger 1993 Wolfsburg, Germania Sintetico Indoor $100 000 Singolare - Doppio     |           |           |               |                     |
| 8 febbraio  |                                                                                                 |           |           |               |                     |
| 15 febbraio | Emden Challenger 1993 Emden, Germania Sintetico Indoor $100 000 Singolare - Doppio              |           |           |               |                     |
| 15 febbraio | Emden Challenger 1993 Emden, Germania Sintetico Indoor $100 000 Singolare - Doppio              |           |           |               |                     |
| 15 febbraio | Rancho Mirage Challenger 1993 Rancho Mirage, USA Cemento $25 000 Singolare - Doppio             |           |           |               |                     |
| 15 febbraio |                                                                                                 |           |           |               |                     |
| 15 febbraio | Rennes Challenger 1993 Rennes, Francia Cemento indoor $25 000+H Singolare - Doppio              |           |           |               |                     |
| 15 febbraio |                                                                                                 |           |           |               |                     |
| 22 febbraio | Indian Wells Challenger 1993 Indian Wells, USA Cemento $25 000 Singolare - Doppio               |           |           |               |                     |
| 22 febbraio | Indian Wells Challenger 1993 Indian Wells, USA Cemento $25 000 Singolare - Doppio               |           |           |               |                     |
| 22 febbraio | Viña del Mar Challenger 1993 Viña del Mar, Cile Terra rossa $25 000 Singolare - Doppio          |           |           |               |                     |
| 22 febbraio |                                                                                                 |           |           |               |                     |

## Marzo
| Settimana | Torneo                                                                                 | Vincitore | Finalista | Semifinalisti | Eliminati ai quarti |
| --------- | -------------------------------------------------------------------------------------- | --------- | --------- | ------------- | ------------------- |
| 1º marzo  | Garmisch Challenger 1993 Garmisch, Germania Cemento Indoor $100 000 Singolare - Doppio |           |           |               |                     |
| 1º marzo  | Garmisch Challenger 1993 Garmisch, Germania Cemento Indoor $100 000 Singolare - Doppio |           |           |               |                     |
| 15 marzo  | Bergamo Challenger 1993 Bergamo, Italia Sintetico Indoor $100 000 Singolare - Doppio   |           |           |               |                     |
| 15 marzo  | Bergamo Challenger 1993 Bergamo, Italia Sintetico Indoor $100 000 Singolare - Doppio   |           |           |               |                     |
| 22 marzo  | Agadir Challenger 1993 Agadir, Marocco Terra rossa $25 000 Singolare - Doppio          |           |           |               |                     |
| 22 marzo  | Agadir Challenger 1993 Agadir, Marocco Terra rossa $25 000 Singolare - Doppio          |           |           |               |                     |
| 29 marzo  | Acapulco Challenger 1993 Acapulco, Messico Terra rossa $25 000 Singolare - Doppio      |           |           |               |                     |
| 29 marzo  | Acapulco Challenger 1993 Acapulco, Messico Terra rossa $25 000 Singolare - Doppio      |           |           |               |                     |

## Aprile
| Settimana | Torneo                                                                                          | Vincitore | Finalista | Semifinalisti | Eliminati ai quarti |
| --------- | ----------------------------------------------------------------------------------------------- | --------- | --------- | ------------- | ------------------- |
| 5 aprile  | Parioli Challenger 1993 Parioli, Italia Terra rossa $100 000 Singolare - Doppio                 |           |           |               |                     |
| 5 aprile  | Parioli Challenger 1993 Parioli, Italia Terra rossa $100 000 Singolare - Doppio                 |           |           |               |                     |
| 5 aprile  | San Luis Potosí Challenger 1993 San Luis Potosí, Messico Terra rossa $25 000 Singolare - Doppio |           |           |               |                     |
| 5 aprile  |                                                                                                 |           |           |               |                     |
| 12 aprile | Ciutat de Barcelona 1993 Barcellona, Spagna Terra rossa $50 000+H Singolare - Doppio            |           |           |               |                     |
| 12 aprile | Ciutat de Barcelona 1993 Barcellona, Spagna Terra rossa $50 000+H Singolare - Doppio            |           |           |               |                     |
| 12 aprile | Santiago Challenger 1993 Santiago, Cile Terra rossa $50 000+H Singolare - Doppio                |           |           |               |                     |
| 12 aprile |                                                                                                 |           |           |               |                     |
| 19 aprile | Birmingham Challenger 1993 Birmingham, USA Terra verde $50 000+H Singolare - Doppio             |           |           |               |                     |
| 19 aprile | Birmingham Challenger 1993 Birmingham, USA Terra verde $50 000+H Singolare - Doppio             |           |           |               |                     |
| 19 aprile | Nagoya Challenger 1993 Nagoya, Giappone Cemento $25 000 Singolare - Doppio                      |           |           |               |                     |
| 19 aprile |                                                                                                 |           |           |               |                     |
| 19 aprile | Riemerling Challenger 1993 Riemerling, Germania Terra rossa $25 000 Singolare - Doppio          |           |           |               |                     |
| 19 aprile |                                                                                                 |           |           |               |                     |
| 19 aprile | São Paulo Challenger 1993 San Paolo, Brasile Terra rossa $100 000 Singolare - Doppio            |           |           |               |                     |
| 19 aprile |                                                                                                 |           |           |               |                     |
| 26 aprile | Roma Challenger 1993 Roma, Italia Terra rossa €42 000+H Singolare - Doppio                      |           |           |               |                     |
| 26 aprile | Roma Challenger 1993 Roma, Italia Terra rossa €42 000+H Singolare - Doppio                      |           |           |               |                     |
| 26 aprile | Taipei Challenger 1993 Taipei, Taiwan Cemento €42 000+H Singolare - Doppio                      |           |           |               |                     |
| 26 aprile |                                                                                                 |           |           |               |                     |

## Maggio
| Settimana | Torneo                                                                                   | Vincitore | Finalista | Semifinalisti | Eliminati ai quarti |
| --------- | ---------------------------------------------------------------------------------------- | --------- | --------- | ------------- | ------------------- |
| 3 maggio  | Jerusalem Challenger 1993 Gerusalemme, Israele Cemento $35 000+H Singolare - Doppio      |           |           |               |                     |
| 3 maggio  | Jerusalem Challenger 1993 Gerusalemme, Israele Cemento $35 000+H Singolare - Doppio      |           |           |               |                     |
| 3 maggio  | Kuala Lumpur Challenger 1993 Kuala Lumpur, Malaysia Cemento $35 000+H Singolare - Doppio |           |           |               |                     |
| 3 maggio  |                                                                                          |           |           |               |                     |
| 3 maggio  | BMW Ljubljana Open 1993 Lubiana, Slovenia Terra rossa $100 000+H Singolare - Doppio      |           |           |               |                     |
| 3 maggio  |                                                                                          |           |           |               |                     |
| 10 maggio | Dresden Challenger 1993 Dresda, Germania Terra rossa $100 000+H Singolare - Doppio       |           |           |               |                     |
| 10 maggio | Dresden Challenger 1993 Dresda, Germania Terra rossa $100 000+H Singolare - Doppio       |           |           |               |                     |
| 17 maggio | Bruck Challenger 1993 Bruck, Austria Terra rossa $100 000+H Singolare - Doppio           |           |           |               |                     |
| 17 maggio | Bruck Challenger 1993 Bruck, Austria Terra rossa $100 000+H Singolare - Doppio           |           |           |               |                     |
| 24 maggio | Bochum Challenger 1993 Bochum, Germania Terra rossa $35 000+H Singolare - Doppio         |           |           |               |                     |
| 24 maggio | Bochum Challenger 1993 Bochum, Germania Terra rossa $35 000+H Singolare - Doppio         |           |           |               |                     |
| 31 maggio | Schickedanz Open 1993 Fürth, Germania Terra rossa €30 000+H Singolare - Doppio           |           |           |               |                     |
| 31 maggio | Schickedanz Open 1993 Fürth, Germania Terra rossa €30 000+H Singolare - Doppio           |           |           |               |                     |
| 31 maggio | Torino Challenger 1993 Torino, Italia Terra rossa $50 000 Singolare - Doppio             |           |           |               |                     |
| 31 maggio |                                                                                          |           |           |               |                     |

## Giugno
| Settimana | Torneo                                                                              | Vincitore | Finalista | Semifinalisti | Eliminati ai quarti |
| --------- | ----------------------------------------------------------------------------------- | --------- | --------- | ------------- | ------------------- |
| 14 giugno | Kosice Challenger 1993 Košice, Slovacchia Terra rossa $100 000+H Singolare - Doppio |           |           |               |                     |
| 14 giugno | Kosice Challenger 1993 Košice, Slovacchia Terra rossa $100 000+H Singolare - Doppio |           |           |               |                     |
| 28 giugno | Oporto Challenger 1993 Porto, Portogallo Terra rossa $50 000 Singolare - Doppio     |           |           |               |                     |
| 28 giugno | Oporto Challenger 1993 Porto, Portogallo Terra rossa $50 000 Singolare - Doppio     |           |           |               |                     |
| 28 giugno | Copa Sevilla 1993 Siviglia, Spagna Terra gialla €42 000+H Singolare - Doppio        |           |           |               |                     |
| 28 giugno |                                                                                     |           |           |               |                     |

## Luglio
| Settimana | Torneo                                                                                             | Vincitore | Finalista | Semifinalisti | Eliminati ai quarti |
| --------- | -------------------------------------------------------------------------------------------------- | --------- | --------- | ------------- | ------------------- |
| 5 luglio  | West of England Challenger 1993 Bristol, Gran Bretagna Erba €42 000+H Singolare - Doppio           |           |           |               |                     |
| 5 luglio  | West of England Challenger 1993 Bristol, Gran Bretagna Erba €42 000+H Singolare - Doppio           |           |           |               |                     |
| 5 luglio  | Eisenach Challenger 1993 Eisenach, Germania Terra rossa €106 000+H Singolare - Doppio              |           |           |               |                     |
| 5 luglio  | |           |           |               |                     |
| 12 luglio | Comerica Bank Challenger 1993 Aptos, Stati Uniti Cemento $75 000 Singolare - Doppio                |           |           |               |                     |
| 12 luglio | Comerica Bank Challenger 1993 Aptos, Stati Uniti Cemento $75 000 Singolare - Doppio                |           |           |               |                     |
| 12 luglio | Campinas Challenger 1993 Campinas, Brasile Terra rossa €42 000+H Singolare - Doppio                |           |           |               |                     |
| 12 luglio | |           |           |               |                     |
| 12 luglio | Neu Ulm Challenger 1993 Nuova Ulma, Germania Terra rossa $75 000 Singolare - Doppio                |           |           |               |                     |
| 12 luglio | |           |           |               |                     |
| 12 luglio | Newcastle Challenger 1993 Newcastle, Gran Bretagna Cemento €30 000 Singolare - Doppio              |           |           |               |                     |
| 12 luglio | |           |           |               |                     |
| 12 luglio | Ostend Challenger 1993 Ostenda, Belgio Terra rossa €30 000 Singolare - Doppio                      |           |           |               |                     |
| 12 luglio | |           |           |               |                     |
| 12 luglio | Tampere Open 1993 Tampere, Finlandia Terra €42 000 Singolare - Doppio                              |           |           |               |                     |
| 12 luglio | |           |           |               |                     |
| 19 luglio | BH Tennis Open International Cup 1993 Belo Horizonte, Brasile Cemento $35 000+H Singolare - Doppio |           |           |               |                     |
| 19 luglio | BH Tennis Open International Cup 1993 Belo Horizonte, Brasile Cemento $35 000+H Singolare - Doppio |           |           |               |                     |
| 19 luglio | Montauban Challenger 1993 Montauban, Francia Terra rossa €42 000+H Singolare - Doppio              |           |           |               |                     |
| 19 luglio | |           |           |               |                     |
| 19 luglio | Montebello Challenger 1993 Montebello, Canada Cemento €30 000 Singolare - Doppio                   |           |           |               |                     |
| 19 luglio | |           |           |               |                     |
| 19 luglio | Oberstaufen Cup 1993 Oberstaufen, Germania Terra rossa €30 000 Singolare - Doppio                  |           |           |               |                     |
| 19 luglio | |           |           |               |                     |
| 19 luglio | Siemens Open 1993 Scheveningen, Paesi Bassi Terra rossa €85 000 Singolare - Doppio                 |           |           |               |                     |
| 19 luglio | |           |           |               |                     |
| 26 luglio | Poznań Challenger 1993 Poznań, Polonia Terra rossa $50 000 Singolare - Doppio                      |           |           |               |                     |
| 26 luglio | Poznań Challenger 1993 Poznań, Polonia Terra rossa $50 000 Singolare - Doppio                      |           |           |               |                     |
| 26 luglio | Winnetka Challenger 1993 Winnetka, USA Cemento $50 000 Singolare - Doppio                          |           |           |               |                     |
| 26 luglio | |           |           |               |                     |

## Agosto
| Settimana | Torneo                                                                                  | Vincitore | Finalista | Semifinalisti | Eliminati ai quarti |
| --------- | --------------------------------------------------------------------------------------- | --------- | --------- | ------------- | ------------------- |
| 2 agosto  | Cincinnati Challenger 1993 Cincinnati, USA Cemento $25 000 Singolare - Doppio           |           |           |               |                     |
| 2 agosto  | Cincinnati Challenger 1993 Cincinnati, USA Cemento $25 000 Singolare - Doppio           |           |           |               |                     |
| 2 agosto  | Istanbul Challenger 1993 Istanbul, Turchia Cemento $100 000+H Singolare - Doppio        |           |           |               |                     |
| 2 agosto  |                                                                                         |           |           |               |                     |
| 9 agosto  | Liege Challenger 1993 Liegi, Belgio Terra rossa $100 000+H Singolare - Doppio           |           |           |               |                     |
| 9 agosto  | Liege Challenger 1993 Liegi, Belgio Terra rossa $100 000+H Singolare - Doppio           |           |           |               |                     |
| 9 agosto  | Open Castilla y León 1993 Segovia, Spagna Cemento $125 000+H Singolare - Doppio         |           |           |               |                     |
| 9 agosto  |                                                                                         |           |           |               |                     |
| 16 agosto | GHI Bronx Tennis Classic 1993 Bronx, USA Cemento $50 000 Singolare - Doppio             |           |           |               |                     |
| 16 agosto | GHI Bronx Tennis Classic 1993 Bronx, USA Cemento $50 000 Singolare - Doppio             |           |           |               |                     |
| 16 agosto | IPP Trophy 1993 Ginevra, Svizzera Terra rossa $35 000+H Singolare - Doppio              |           |           |               |                     |
| 16 agosto |                                                                                         |           |           |               |                     |
| 16 agosto | S Tennis Masters Challenger 1993 Graz, Austria Terra rossa €30 000+H Singolare - Doppio |           |           |               |                     |
| 16 agosto |                                                                                         |           |           |               |                     |

## Settembre
| Settimana    | Torneo                                                                                     | Vincitore | Finalista | Semifinalisti | Eliminati ai quarti |
| ------------ | ------------------------------------------------------------------------------------------ | --------- | --------- | ------------- | ------------------- |
| 6 settembre  | Azores Challenger 1993 Azzorre, Portogallo Cemento $50 000 Singolare - Doppio              |           |           |               |                     |
| 6 settembre  | Azores Challenger 1993 Azzorre, Portogallo Cemento $50 000 Singolare - Doppio              |           |           |               |                     |
| 6 settembre  | São Paulo Challenger 2 1993 San Paolo, Brasile Cemento $100 000 Singolare - Doppio         |           |           |               |                     |
| 6 settembre  |                                                                                            |           |           |               |                     |
| 6 settembre  | Venice Challenger 1993 Venezia, Italia Terra rossa $50 000 Singolare - Doppio              |           |           |               |                     |
| 6 settembre  |                                                                                            |           |           |               |                     |
| 13 settembre | Budapest Challenger 1993 Budapest, Ungheria Terra rossa $35 000+H Singolare - Doppio       |           |           |               |                     |
| 13 settembre | Budapest Challenger 1993 Budapest, Ungheria Terra rossa $35 000+H Singolare - Doppio       |           |           |               |                     |
| 13 settembre | Natal Challenger 1993 Natal, Brasile Terra rossa $50 000 Singolare - Doppio                |           |           |               |                     |
| 13 settembre |                                                                                            |           |           |               |                     |
| 20 settembre | Bogotà Challenger 1993 Bogotà, Colombia Terra rossa €42 000+H Singolare - Doppio           |           |           |               |                     |
| 20 settembre | Bogotà Challenger 1993 Bogotà, Colombia Terra rossa €42 000+H Singolare - Doppio           |           |           |               |                     |
| 20 settembre | Caracas Challenger 1993 Caracas, Venezuela Cemento €42 000+H Singolare - Doppio            |           |           |               |                     |
| 20 settembre |                                                                                            |           |           |               |                     |
| 20 settembre | Fairfield Challenger 1993 Fairfield (California), USA Cemento €42 000+H Singolare - Doppio |           |           |               |                     |
| 20 settembre |                                                                                            |           |           |               |                     |
| 20 settembre | Oporto Challenger 2 1993 Porto, Portogallo Terra rossa $50 000 Singolare - Doppio          |           |           |               |                     |
| 20 settembre |                                                                                            |           |           |               |                     |
| 20 settembre | Prague Challenger 1993 Praga, Repubblica Ceca Terra rossa $75 000 Singolare - Doppio       |           |           |               |                     |
| 20 settembre |                                                                                            |           |           |               |                     |
| 20 settembre | Singapore Challenger 1993 Singapore, Singapore Cemento $50 000+H Singolare - Doppio        |           |           |               |                     |
| 20 settembre |                                                                                            |           |           |               |                     |
| 27 settembre | Cali Challenger 1993 Cali, Colombia Terra rossa €42 000+H Singolare - Doppio               |           |           |               |                     |
| 27 settembre | Cali Challenger 1993 Cali, Colombia Terra rossa €42 000+H Singolare - Doppio               |           |           |               |                     |

## Ottobre
| Settimana  | Torneo                                                                                          | Vincitore | Finalista | Semifinalisti | Eliminati ai quarti |
| ---------- | ----------------------------------------------------------------------------------------------- | --------- | --------- | ------------- | ------------------- |
| 4 ottobre  | Calgary Challenger 1993 Calgary, Canada Cemento indoor €30 000 Singolare - Doppio               |           |           |               |                     |
| 4 ottobre  | Calgary Challenger 1993 Calgary, Canada Cemento indoor €30 000 Singolare - Doppio               |           |           |               |                     |
| 4 ottobre  | Cotia Challenger 1993 Cotia, Brasile Cemento $25 000 Singolare - Doppio                         |           |           |               |                     |
| 4 ottobre  |                                                                                                 |           |           |               |                     |
| 4 ottobre  | Dublin Challenger 1993 Dublino, Irlanda Sintetico indoor $50 000 Singolare - Doppio             |           |           |               |                     |
| 4 ottobre  |                                                                                                 |           |           |               |                     |
| 4 ottobre  | Monterrey Challenger 1993 Monterrey, Messico Cemento $25 000+H Singolare - Doppio               |           |           |               |                     |
| 4 ottobre  |                                                                                                 |           |           |               |                     |
| 11 ottobre | Ponte Vedra Challenger 1993 Ponte Vedra, USA Cemento $25 000+H Singolare - Doppio               |           |           |               |                     |
| 11 ottobre | Ponte Vedra Challenger 1993 Ponte Vedra, USA Cemento $25 000+H Singolare - Doppio               |           |           |               |                     |
| 11 ottobre | Recife Challenger 1993 Recife, Brasile Terra rossa $50 000 Singolare - Doppio                   |           |           |               |                     |
| 11 ottobre |                                                                                                 |           |           |               |                     |
| 18 ottobre | Caracas Challenger 2 1993 Caracas, Venezuela Cemento €42 000+H Singolare - Doppio               |           |           |               |                     |
| 18 ottobre | Caracas Challenger 2 1993 Caracas, Venezuela Cemento €42 000+H Singolare - Doppio               |           |           |               |                     |
| 18 ottobre | Curitiba Challenger 1993 Curitiba, Brasile Terra rossa $50 000 Singolare - Doppio               |           |           |               |                     |
| 18 ottobre |                                                                                                 |           |           |               |                     |
| 18 ottobre | Göteborg Challenger 1993 Göteborg, Svezia Cemento indoor $50 000 Singolare - Doppio             |           |           |               |                     |
| 18 ottobre |                                                                                                 |           |           |               |                     |
| 18 ottobre | Reunion Island Challenger 1993 Riunione, Francia Cemento $50 000+H Singolare - Doppio           |           |           |               |                     |
| 18 ottobre |                                                                                                 |           |           |               |                     |
| 25 ottobre | Brest Challenger 1993 Brest, Francia Cemento indoor $35 000+H Singolare - Doppio                |           |           |               |                     |
| 25 ottobre | Brest Challenger 1993 Brest, Francia Cemento indoor $35 000+H Singolare - Doppio                |           |           |               |                     |
| 25 ottobre | Munich Challenger 1993 Monaco di Baviera, Germania Sintetico indoor $100 000 Singolare - Doppio |           |           |               |                     |
| 25 ottobre |                                                                                                 |           |           |               |                     |

## Novembre
| Settimana   | Torneo                                                                                            | Vincitore | Finalista | Semifinalisti | Eliminati ai quarti |
| ----------- | ------------------------------------------------------------------------------------------------- | --------- | --------- | ------------- | ------------------- |
| 1º novembre | Lambertz Open by STAWAG 1993 Aquisgrana, Germania Sintetico (indoor) €42 000+H Singolare - Doppio |           |           |               |                     |
| 1º novembre | Lambertz Open by STAWAG 1993 Aquisgrana, Germania Sintetico (indoor) €42 000+H Singolare - Doppio |           |           |               |                     |
| 15 novembre | Sao Luis Challenger 1993 São Luís, Brasile Cemento $25 000+H Singolare - Doppio                   |           |           |               |                     |
| 15 novembre | Sao Luis Challenger 1993 São Luís, Brasile Cemento $25 000+H Singolare - Doppio                   |           |           |               |                     |
| 22 novembre | Jakarta Challenger 1993 Giacarta, Indonesia Cemento $25 000+H Singolare - Doppio                  |           |           |               |                     |
| 22 novembre | Jakarta Challenger 1993 Giacarta, Indonesia Cemento $25 000+H Singolare - Doppio                  |           |           |               |                     |
| 22 novembre | Rogaska Challenger 1993 Rogaška, Slovenia Sintetico indoor $50 000+H Singolare - Doppio           |           |           |               |                     |
| 22 novembre |                                                                                                   |           |           |               |                     |
| 29 novembre | Andorra Challenger 1993 Andorra, Andorra Cemento indoor $35 000+H Singolare - Doppio              |           |           |               |                     |
| 29 novembre | Andorra Challenger 1993 Andorra, Andorra Cemento indoor $35 000+H Singolare - Doppio              |           |           |               |                     |
| 29 novembre | Kuala Lumpur Challenger 2 1993 Kuala Lumpur, Malaysia Cemento $35 000+H Singolare - Doppio        |           |           |               |                     |
| 29 novembre |                                                                                                   |           |           |               |                     |
| 29 novembre | Naples Challenger 1993 Naples, USA Terra verde $50 000+H Singolare - Doppio                       |           |           |               |                     |
| 29 novembre |                                                                                                   |           |           |               |                     |
| 29 novembre | Perth Challenger 1993 Perth, Australia Erba $25 000+H Singolare - Doppio                          |           |           |               |                     |
| 29 novembre |                                                                                                   |           |           |               |                     |

## Dicembre
| Settimana   | Torneo                                                                                         | Vincitore | Finalista | Semifinalisti | Eliminati ai quarti |
| ----------- | ---------------------------------------------------------------------------------------------- | --------- | --------- | ------------- | ------------------- |
| 6 dicembre  | Adelaide Challenger 1993 Adelaide, Australia Erba $25 000+H Singolare - Doppio                 |           |           |               |                     |
| 6 dicembre  | Adelaide Challenger 1993 Adelaide, Australia Erba $25 000+H Singolare - Doppio                 |           |           |               |                     |
| 6 dicembre  | XL Bermuda Open 1993 Bermuda, Bermuda Terra rossa $25 000+H Singolare - Doppio                 |           |           |               |                     |
| 6 dicembre  |                                                                                                |           |           |               |                     |
| 6 dicembre  | Hong Kong Challenger 1993 Hong Kong, Hong Kong Cemento $25 000+H Singolare - Doppio            |           |           |               |                     |
| 6 dicembre  |                                                                                                |           |           |               |                     |
| 13 dicembre | Launceston Challenger 1993 Launceston, Australia Sintetico indoor $25 000+H Singolare - Doppio |           |           |               |                     |
| 13 dicembre | Launceston Challenger 1993 Launceston, Australia Sintetico indoor $25 000+H Singolare - Doppio |           |           |               |                     |